# Marte Høie Gjefsen
Marte Høie Gjefsen (* 6. März 1989 in Lillehammer) ist eine norwegische Freestyle-Skierin. Sie ist auf die Disziplin Skicross spezialisiert.

## Biografie
Zu Beginn ihrer Sportkarriere war Gjefsen eine alpine Skirennläuferin, sie fand jedoch nie den Anschluss an die Weltspitze. 2008 gewann sie ein FIS-Rennen in der Disziplin Riesenslalom und erreichte den dritten Platz bei den norwegischen Meisterschaften in der Abfahrt. In der Saison 2008/09 wechselte sie zum Skicross. Ihr Debüt im Weltcup hatte sie am 19. Februar 2009 in Myrdalen-Voss, wo sie auf Platz 28 fuhr und damit die ersten Weltcuppunkte gewann. Das beste Ergebnis in ihrer Premierensaison war ein 14. Platz. Im selben Jahr gewann sie den ersten von insgesamt vier norwegischen Skicross-Meistertiteln.
Der Durchbruch gelang Gjefsen in der Saison 2009/10. Am Blue Mountain gelang ihr am 20. Januar 2010 der erste Weltcupsieg, dem zwei dritte Plätze folgten. Bei den Olympischen Winterspielen 2010 in Vancouver wurde sie Elfte. Nach mäßigem Saisonbeginn steigerte sie sich im Verlaufe des Winters 2010/11 und konnte am 3. März 2011 in Grindelwald ihren zweiten Weltcupsieg feiern. Einen Monat zuvor war sie bei den Weltmeisterschaften 2011 auf den achten Platz gefahren. In der Weltcupsaison 2011/12 war ein zweiter Platz ihr bestes Ergebnis. Den größten Erfolg ihrer Karriere feierte sie bei den Winter-X-Games 2012 mit dem Gewinn der Goldmedaille. In der Weltcupsaison 2012/13 gelang ihr erneut eine Podestplatzierung.
Die Olympischen Winterspiele 2014 in Sotschi beendete Gjefsen auf Platz 17. Zwei Wochen später gewann sie am 7. März 2014 in Arosa ihr drittes Weltcuprennen. In der Weltcupsaison 2014/15 kam ein dritter Platz hinzu, während in der darauf folgenden Saison 2015/16 ein vierter Platz ihr bestes Ergebnis war. Zwei weitere vierte Plätze gelangen ihr in der Saison 2016/17.

## Erfolge

### Olympische Spiele
- Vancouver 2010: 11. Skicross
- Sotschi 2014: 17. Skicross

### Weltmeisterschaften
- Deer Valley 2011: 8. Skicross
- Voss 2013: 11. Skicross
- Kreischberg 2015: 13. Skicross
- Sierra Nevada 2017: 9. Skicross

### Weltcupwertungen
| Saison  | Gesamt | Gesamt | Skicross | Skicross |
| Saison  | Platz  | Punkte | Platz    | Punkte   |
| ------- | ------ | ------ | -------- | -------- |
| 2008/09 | 114.   | 4      | 34.      | 35       |
| 2009/10 | 17.    | 35     | 5.       | 381      |
| 2010/11 | 22.    | 33     | 8.       | 358      |
| 2011/12 | 43.    | 21     | 14.      | 213      |
| 2012/13 | 29.    | 33     | 6.       | 332      |
| 2013/14 | 25.    | 32     | 7.       | 354      |
| 2014/15 | 26.    | 32,36  | 7.       | 356      |
| 2015/16 | 45.    | 27,92  | 9.       | 335      |
| 2016/17 | 27.    | 34,08  | 6.       | 443      |

### Weltcupsiege
Gjefsen errang im Weltcup bisher 9 Podestplätze, davon 3 Siege:
| Datum           | Ort           | Land    |
| --------------- | ------------- | ------- |
| 20. Januar 2010 | Blue Mountain | Kanada  |
| 3. März 2011    | Grindelwald   | Schweiz |
| 7. März 2014    | Arosa         | Schweiz |

### X Games
- Winter-X-Games 2010: 6. Skicross
- Winter-X-Games 2011: 9. Skicross
- Winter-X-Games 2012: 1. Skicross

### Weitere Erfolge
- 1 Sieg im Europacup
- 4 norwegische Meistertitel (2009, 2010, 2013, 2015)